# José Manuel Quina
José Manuel Gentil Quina (Campo Grande, 3 de octubre de 1934) es un deportista portugués que compitió en vela en la clase Star. Es hermano del también regatista Mário Quina.
Participó en cuatro Juegos Olímpicos de Verano, obteniendo una medalla de plata en Roma 1960 en la clase Star.

## Palmarés internacional
| Juegos Olímpicos | Juegos Olímpicos | Juegos Olímpicos | Juegos Olímpicos |
| Año              | Lugar            | Medalla          | Clase            |
| ---------------- | ---------------- | ---------------- | ---------------- |
| 1960             | Roma (Italia)    | Medalla de plata | Star             |